# 어니스트 스윈튼

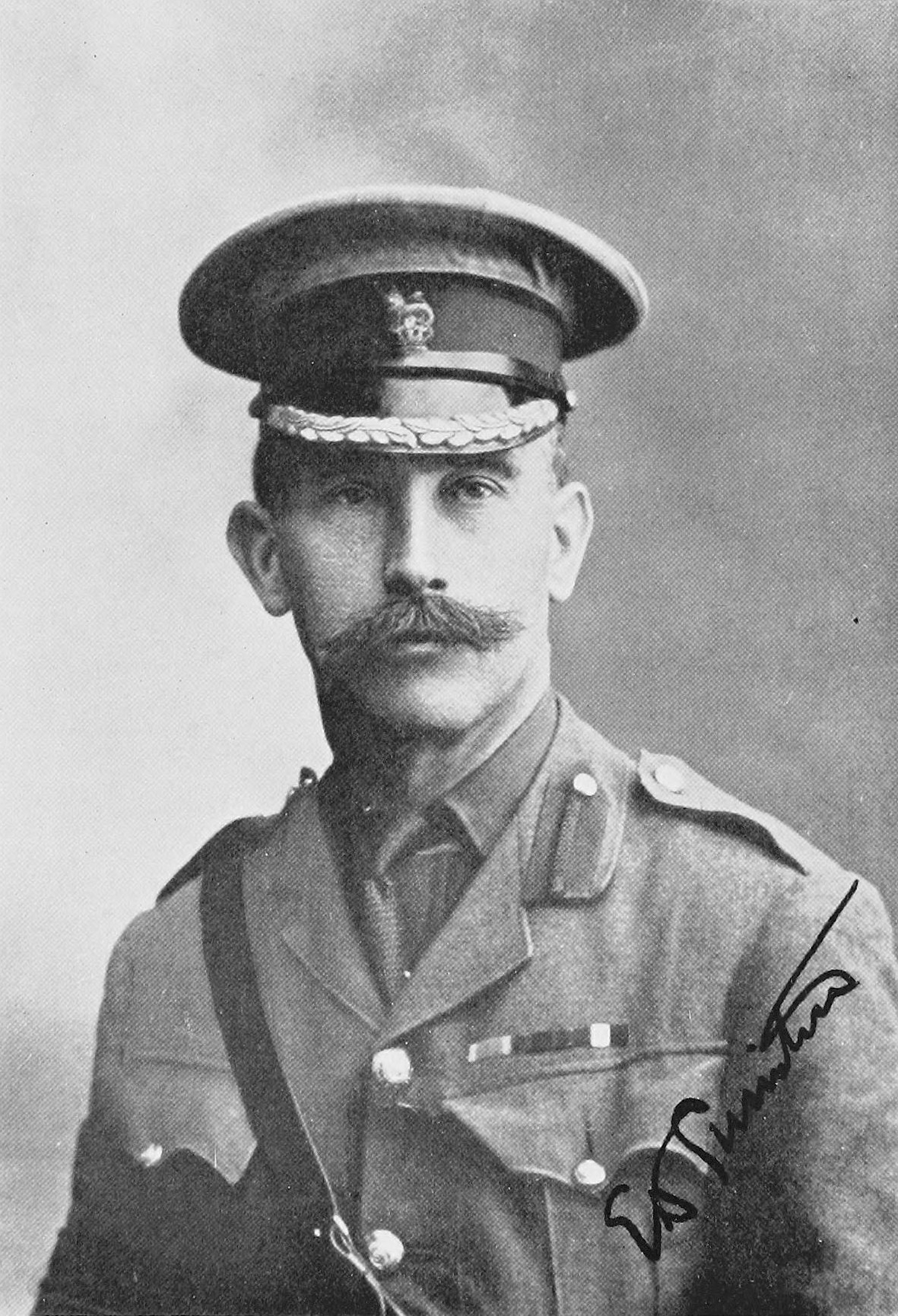
어니스트 스윈튼 소장

어니스트 던롭 스윈튼(Ernest Dunlop Swinton)은 영국의 육군군인이다. 제1차 세계 대전 당시 전차 발명자이다.